# Alcyopis cyanoptera
Alcyopis cyanoptera är en skalbaggsart som beskrevs av Francis Polkinghorne Pascoe 1866. Alcyopis cyanoptera ingår i släktet Alcyopis och familjen långhorningar.
Artens utbredningsområde är:
- Paraguay.
- Uruguay.

Inga underarter finns listade i Catalogue of Life.